# Foreste decidue umide dell'Irrawaddy
Le foreste decidue umide dell'Irrawaddy sono un'ecoregione dell'ecozona indomalese, definita dal WWF, che occupa la parte centrale della Birmania (codice ecoregione: IM0117). L'ecoregione comprende il bacino medio dell'Irrawaddy e quello inferiore del Salween ed è caratterizzata da foreste di alberi d'alto fusto che perdono le foglie durante la stagione secca. La maggior parte delle foreste, tuttavia, sono andate distrutte a vantaggio dei terreni agricoli.

## Geografia
Le foreste decidue umide dell'Irrawaddy occupano una superficie di 138.300 km². Si trovano nel centro della Birmania, attraverso le basse colline e le pianure ondulate del bacino dei fiumi Irrawaddy e Salween. La parte più vasta dell'ecoregione si trova nel bacino dell'Irrawaddy e dei suoi affluenti e nel bacino superiore del fiume Sittang. Essa confina con le foreste pluviali di Mizoram-Manipur-Kachin a sud-ovest e a nord e con le foreste montane delle Chin Hills e dei monti Arakan ad ovest. I monti Pegu, ammantati da foreste subtropicali e di montagna, la delimitano ad est. A sud si trovano le foreste pluviali costiere del Myanmar.
Un'area più piccola dell'ecoregione si trova a sud-est, nel bacino inferiore dei fiumi Salween e Gyaing. Essa confina ad ovest e nord-ovest con le foreste pluviali costiere del Myanmar e ad est con le foreste pluviali montane Kayah-Karen.
Le foreste decidue umide cingono enclave di foreste secche dell'Irrawaddy, che si incontrano nelle aree che ricevono meno di 800 mm di pioggia all'anno.

## Flora
Le foreste sono caratterizzate da alberi decidui che perdono le loro foglie durante la stagione secca e formano un'alta volta continua. Tra le specie dominanti vi sono il teak (Tectona grandis) e il pyinkado (Xylia xylocarpa), accompagnati da Terminalia elliptica, T. bellirica, T. pyrifolia, Homalium tomentosum, Bombax insigne, Gmelina arborea, Lannea grandis, L. coromandelica, Pterocarpus macrocarpus, Millettia pendula, Berrya ammonilla, Mitragyna rotundifolia e varie specie di Vitex. Sparsi qua e là si trovano anche boschetti di bambù e occasionali grandi alberi sempreverdi.

## Fauna

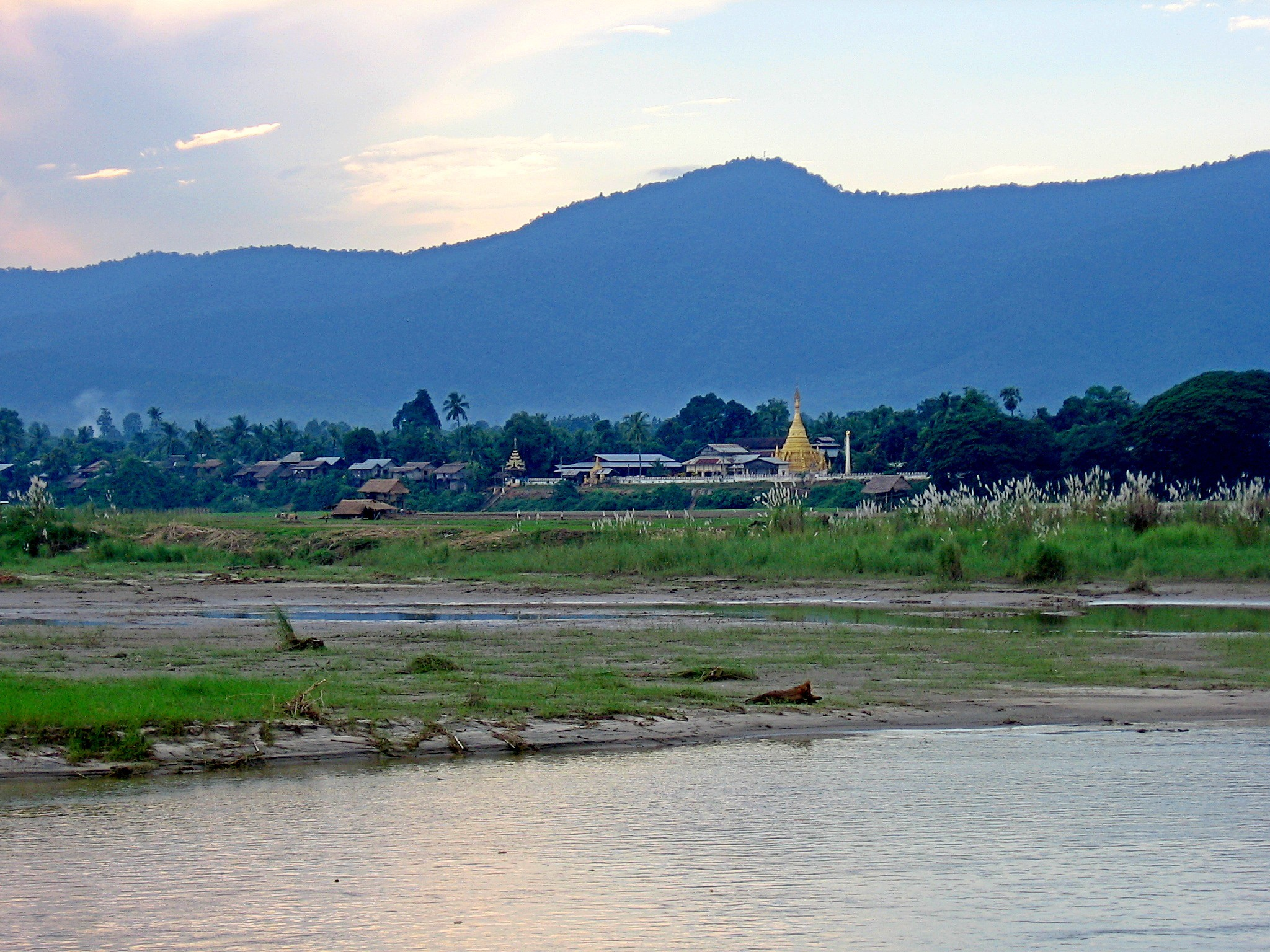
L'Irrawaddy tra Bhamo e Khata. Le foreste decidue fanno da sfondo

L'ecoregione ospita alcune specie di grandi mammiferi, tra cui l'elefante asiatico (Elephas maximus), il gaur (Bos gaurus), l'orso dal collare (Ursus thibetanus), l'orso malese (Helarctos malayanus), il sambar (Rusa unicolor), il capricorno della Cina (Capricornis milneedwardsii), il cervo porcino (Axis porcinus), il cuon (Cuon alpinus), il gatto di Temminck (Catopuma temminckii), il gatto marmorizzato (Pardofelis marmorata), il gatto leopardo (Prionailurus bengalensis), la civetta delle palme mascherata (Paguma larvata), il binturong (Arctictis binturong), il linsango macchiato (Prionodon pardicolor) e il presbite dal ciuffo (Trachypithecus pileatus).

## Conservazione
Nel 2017 risultava protetta una superficie di 3392,2 km², pari al 2,46% dell'ecoregione. Un altro 1,23% era costituito da zone cuscinetto.
Tra le aree protette ricordiamo il parco nazionale Alaungdaw Kathapa e i santuari naturali di Kyatthin, Minwuntaung, Moeyungyi e Shwesettaw.